# Davon-Vermerk
Bei der Bilanzierung muss bei sämtlichen Verbindlichkeiten per Davon-Vermerk angegeben werden (bspw. im Anhang), welche Anteile je Posten eine Restlaufzeit von bis zu einem Jahr (§ 268 Abs. 5 HGB), oder mehr als 5 Jahren (§ 285 HGB) besitzen.